# Józef Tyczka
Józef Tyczka SVD (ur. 11 marca 1933 w Radzionkowie, zm. 3 maja 2007 w Górnej Grupie) – polski duchowny ze Zgromadzenia Słowa Bożego, redaktor czasopism oraz autor i tłumacz publikacji werbistowskich, kapelan sióstr i braci zakonnych.

## Życie
Józef Tyczka urodził się 11 marca 1933 roku w Radzionkowie w bardzo religijnej rodzinie śląskiej. Jego rodzicami byli Kacper i Antonina z domu Manderla. Był najmłodszym spośród siedmiorga ich dzieci. Po skończeniu szkoły podstawowej zapisał się do Gimnazjum Górniczego w Bytomiu, chociaż bardzo chciał być misjonarzem, lecz uważał, że nie ma wystarczających zdolności, by zostać kapłanem. Następnego dnia po przyjęciu do gimnazjum, jego wychowawczyni ze szkoły podstawowej Emilia Chabło, wraz z katechetą ks. Leonem Szkatułą, przekonali go do przeniesienia się do Państwowego Gimnazjum w Tarnowskich Górach, by po roku podjąć naukę w Misyjnym Niższym Seminarium Księży Werbistów w Nysie  . Następnie odbył nowicjat w Domu św. Wojciecha w Pieniężnie oraz dalsze studia w Wyższym Misyjnym Seminarium Duchownym Księży Werbistów w Pieniężnie. 8 września 1958 roku złożył wieczyste śluby zakonne, a 1 lutego 1959 roku przyjął święcenia kapłańskie z rąk bpa Józefa Drzazgi. Nie otrzymał od władz PRL zgody na wyjazd na misje .
Pierwsze 13 lat posługiwał w Domu Misyjnym św. Stanisława Kostki w Chludowie. Był tam dwa lata wikariuszem w parafii, a następnie redaktorem Biuletynu Polskiej Prowincji Zgromadzenia Słowa Bożego Verbinum oraz kolejno: asystentem rektora i mistrza nowicjatu braci, ekonomem domowym, mistrzem nowicjatu braci, ojcem duchownym braci po ślubach, a w końcu rektorem domu. W latach 1963–1965 dojeżdżał do Warszawy na wykłady do Prymasowskiego Studium Życia Wewnętrznego. W 1966 roku odbył kurs duchowości werbistowskiej w Nemi pod Rzymem. Zredagował 12 zeszytów naukowego periodyku Nurt SVD, zawierającego teksty z duchowości i historii Zgromadzenia Słowa Bożego. W latach 1972–1973 przebywał w Pieniężnie jako redaktor naczelny Verbinum, lektor języka niemieckiego i prowincjalny referent do spraw publikacji .
Przez następne 13 lat należał do Domu Misyjnego św. Małgorzaty w Bytomiu, a pracował jako kapelan boromeuszek w Świerklańcu i spowiednik sióstr zakonnych w 30 klasztorach. Od 1986 roku przebywał w Pieniężnie, gdzie był sekretarzem  Rady Prowincjalnej i redaktorem naczelnym czasopisma Komunikaty SVD. W latach 1993–1998 był kapelanem Zgromadzenia Misyjnego Służebnic Ducha Świętego w Sulejówku . W 1998 roku został przeniesiony do Centrum Duchowości Arnolda Janssena w Nysie i został kapelanem współbraci i sióstr w Raciborzu. Od 2001 roku pełnił tam funkcję dyrektora Sekretariatu św. Arnolda. W 2006 roku przeniósł się do Domu Królowej Apostołów w Rybniku, a wobec znacznego pogorszenia stanu zdrowia  po pół roku przeniesiony został na oddział chorych w Domu Misyjnym św. Józefa w Górnej Grupie. Zmarł 3 maja 2007 roku .

## Twórczość
Przez cały czas posługi zakonnej o. Józef Tyczka pisał książki i artykuły, tłumaczył publikacje werbistowskie z języka niemieckiego oraz publikował je. Odpowiadając na apel V Kapituły Prowincjalnej z 1967 roku o gromadzenie i tłumaczenie materiałów z duchowości werbistowskiej, o. Józef zainicjował wydawanie periodyku Nurt SVD i był jego redaktorem naczelnym do 1994 roku. W tym roku rozpoczął nową serię wydawniczą Zeszyty Werbistowskie. W ciągu 11 lat ukazały się ich 24 tomy. Ponadto przetłumaczył kilka książek o życiu św. Arnolda Janssena , w tym największą 966-stronicową monografię oraz opracował historię werbistowskich domów zakonnych w Chludowie i Bytomiu. Ukoronowaniem jego badań nad historią Polskiej Prowincji zgromadzenia była obszerna monografia Zarys dziejów Polskiej Prowincji Zgromadzenia Słowa Bożego . Był ogromnie pracowity, zbierał, wydawał i tłumaczył wszystko, co dotyczyło duchowości zgromadzenia. Swoimi publikacjami znacząco przyczynił się do przyswojenia przez polskich werbistów swej historii i tożsamości .
W poł. lat 80. odkrył trynitarną duchowość św. Arnolda Janssena, sto lat wcześniej fundamentalną dla werbistów, lecz zapomnianą na skutek radykalnej zmiany konstytucji zgromadzenia dokonanej przez Rzym w 1905 roku, którą określił „szkieletem odartym z ducha”. Swą pracą starał się przybliżyć pierwotną tożsamość werbistowską, wyrażoną w Konstytucji z roku 1898, którą nazwał „najpiękniejszą ze wszystkich, przede wszystkim dla jej duchowej głębi, ale także ze względu na swe nastawienie i sformułowania odnoszące się do Trójcy Świętej”.